# Jan Fokkema
Jan Fokkema (Arum, 1 februari 1893 - Amersfoort, 27 januari 1966) was een Nederlandse ambtenaar, dominee en politicus voor de Anti-Revolutionaire Partij.

## Levensloop
Jan Fokkema was een zoon van het gereformeerde schoolhoofd Eibert Fokkema en Haike de Graaf, en groeide op in Arum. Hij volgde de driejarige h.b.s. in Harlingen en de vijfjarige in Sneek. Na zelfstudie Grieks en Latijn deed hij staatsexamen en studeerde hij theologie (proponentsexamen) aan de Rijksuniversiteit Utrecht tussen 1927 en 1929. Hij ging over van de Gereformeerde Kerk naar de Hervormde Kerk, nadat hij niet was toegelaten tot de Gereformeerde predikantenopleiding.
Fokkema trouwde in 1916 in Kuinre met Elisabeth Pietje de Vries. Rond 1916 was hij nog enige tijd gemobiliseerd dienstplichtige (vaandrig), waarna hij ambtenaar werd hij de Raad van Arbeid in Sneek (1918) en Goes (1918-1930). Tijdens zijn tijd in Goes voltooide studeerde hij theologie, en in 1930 verkreeg hij zijn eerste post als predikant, in Sprang (1930-1932). Daarna was hij predikant in Amstelveen (1932-1937), Delft (1937-1946), Zaandam (hulpprediker, 1946-1950), Zijderveld (bijzonder hulpprediker, 1950-1952) en Soest (1962-1965). Tijdens de bezetting in de Tweede Wereldoorlog zat Fokkema enige tijd ondergedoken. Zijn zoon Bert, die ook predikant was en betrokken bij het verzetswerk, werd gepakt en overleed kort na de bevrijding in Bergen-Belsen. Fokkema's vrouw zat een korte tijd vast in Kamp Vught, terwijl zijn dochter ook betrokken was bij het verzet. Zij werd bevrijd in Dachau.
Na de Oorlog werd Fokkema namens de ARP gekozen in de Tweede Kamer der Staten-Generaal, waar hij van 1946 tot 1959 lid van was. Hij hield zich vooral bezig met volksgezondheid, maatschappelijk werk, jeugdzorg, defensie-personeelszaken en geestelijke verzorging van gevangenen en militairen (hij was in 1940 nog reserve-legerpredikant geweest, gelegerd bij de Grebbeberg). Ook voerde hij het woord bij de behandeling van de Zondagswet. Hij hield zich bezig met naturalisatie-onderwerpen en zat de commissies van Rapporteurs in 1948-1949 en 1951-1953 voor, alsook de vaste commissie van 1953-1959.
Fokkema was in 1959 geruime tijd uitgeschakeld vanwege ziekte na een hartaanval. In datzelfde jaar stelde zijn partij hem niet meer herkiesbaar vanwege zijn leeftijd, waartegen vanuit de hoek van de Gereformeerde Bond enig verzet rees.
Fokkema was tevens gemeenteraadslid te Delft en Ede en meerdere jaren wethouder in Ede (volksgezondheid en onderwijs, 1956-1962).